# Провинција Сецу
Сецу (јап. 摂津国) је једна од 66 историјских провинција Јапана, која је постојала од почетка 8. века (закон Таихо из 703. године) до Мејџи реформи у другој половини 19. века. Сецу се налазио на јужној обали острва Хоншу, у области Кансај.
Царским декретом од 29. августа 1871. све постојеће провинције замењене су префектурама.Територија провинције Сецу одговара северозападном делу данашње префектуре Осака.

## Географија
Сецу је био једна од такозваних Пет домаћих провинција Јапана (око престонице Кјото). Сецу се граничио са провинцијама Харима на западу, Тамба и Јамаширо на северу, Кавачи на истоку и Изуми на југоистоку, док је на југу излазио на залив Осака у Унутрашњем мору.

## Историја
Током периода Муромачи (1333-1573) провинција Сецу била је под управом гувернера (шуго) из породице Хосокава (рођака шогуна Ашикага). Приликом похода Ода Нобунаге на Кјото (1568) провинција Сецу се предала без борбе, али су 1570. припадници секте Ико-ики, чија је престоница била у Осаки, устали против Нобунаге, и борбе су потрајале пуних 10 година (опсада манастира Осака 1570-1580).